# Der Mond und das Mädchen

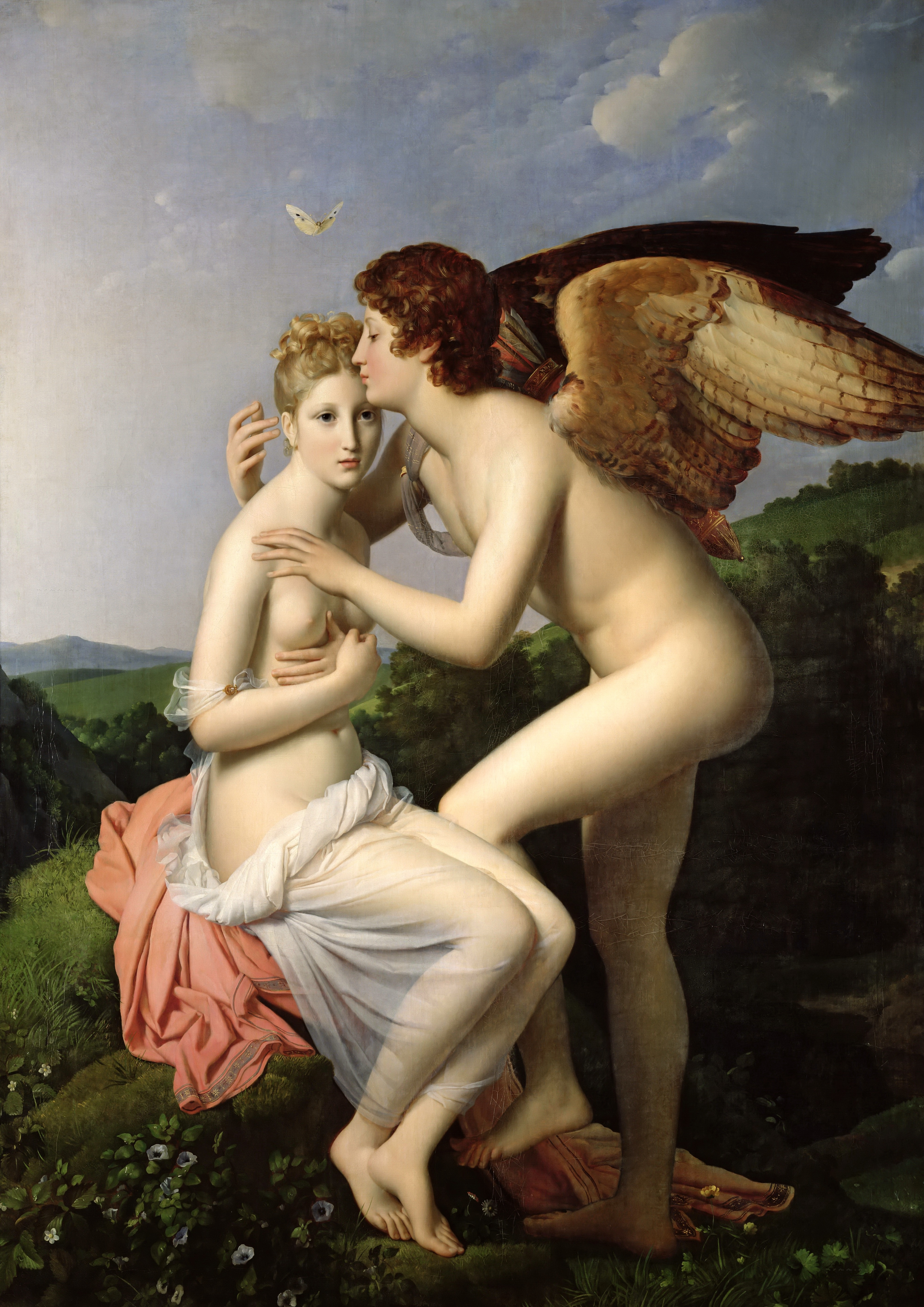
Ein Ausschnitt aus François Gérards Gemälde Amor und Psyche (1798) dient als Umschlagsbild für Mosebachs Roman zur Illustration der von der Mutter abgelehnten Liebesbeziehung, in Umkehrung zur Sage, der Tochter.

Der Mond und das Mädchen ist der Titel eines 2007 publizierten Romans des deutschen Schriftstellers Martin Mosebach.

## Handlungsverlauf
Der Roman erzählt vor dem Hintergrund des Wandels der Großstadt und ihrer ethnischen Bevölkerungsgruppen die tragikomische Geschichte von Hans’ und Inas missglücktem Ehestart in einer Dachwohnung am verkehrsreichen Frankfurter Baseler Platz, bevor sie als Familiensitz ein Haus im Taunus erwerben.

### Vorgeschichte (Kap. I)
Hans und Ina legalisieren nach Abschluss der Universitätsausbildung ihre fünfjährige Studentenbeziehung mit einer für die Braut standesgemäßen Hochzeitsfeier und ziehen von Norddeutschland nach Frankfurt. Hier hat der junge Mann als assistant executive in einem gekühlten Glasturm seine erste Arbeitsstelle bei einer amerikanischen Bank gefunden. Ihrer Tochter hätte Irma von Klein eigentlich einen profilierteren Gatten und eine schönere Stadt als Wohnort gewünscht. Da ihre Mutter verwitwet ist, fühlt sich Ina verpflichtet, diese, wie bisher, unmittelbar nach ihrer Heirat bei ihrem Ferienaufenthalt nach Ischia zu begleiten.

### Die Wohnungssuche (Kap. I–IV)
Hans erhält deshalb die Aufgabe, ihre erste gemeinsame Wohnung zu suchen, und seine Frau versichert ihm am Telefon wiederholt ihr vollstes Vertrauen in seine Entscheidung, das er aber nicht rechtfertigen kann. Der Immobilienmarkt erweist sich nämlich als sehr schwierig: Zuerst interessiert sich Hans für ein teures Objekt in einem schönen alten, kastanienbestandenen Viertel in der Nähe eines kleinen Parks. Nach siebzehn weiteren erfolglosen Besichtigungen ermüdet er immer mehr und gibt sich schließlich mit einer aus zurückgelassenen Stücken verschiedener Vormieter teilmöbilierten Dachzimmerwohnung in einem tortenstückartigen Eckhaus neben einer den Baseler Platz zerschneidenden, vierspurigen Trasse zufrieden. Er spürt zwar, dass dieser Gegend in der Nähe der Bankhochhäuser und des Rotlichtbezirks die Atmosphäre fehlt, um in einer Stadt heimisch zu werden und Kinder großzuziehen, doch in seiner pragmatischen Art meint er auch Vorteile zu entdecken: der abendliche Blick aus dem Fenster auf die roten Rücklichter der Autos, der 10-Minuten-Fußweg zum Büro, die Nähe zu den Promenaden am Mainkai. Schließlich, sagt er sich, sei es ja nur ein Provisorium, da er auf der Karriereleiter wahrscheinlich bald die Stelle wechsele, und eine Liebesbeziehung benötige eigentlich nur Improvisationen zwischen Bett und Bad. Für eine liebevolle Renovierung mit individueller Farbgebung ist keine Zeit. Der marokkanische Hausverwalter Abdallah Souad organisiert mit einem ukrainischen Hilfstrupp einen schnellen weißen Wandanstrich sowie die Säuberung der schmuddeligen Küche und lässt aus dem Keller eine gebrauchte Matratze ins Schlafzimmer transportieren.

### Groteske Verwicklungen (Kap. V–XV)
Mit Inas Rückkehr beginnt die einmonatige groteske, im Ehe-Chaos endende Zufalls- bzw. Schicksalskette. Hans hat für den ersten Abend ein Picknick mit Champagner, gebratener Ente bei Kerzenlicht vorbereitet, doch als beide das Schlafzimmer betreten, ist das Bett durch Vogeldreck verunreinigt und eine verendete Taube liegt am Boden. Sie ist offenbar durch das zum Auslüften des Farbgeruchs offene Fenster hereingeflogen, und nachdem Souad dieses wegen eines Gewittersturms geschlossen hatte, flatterte sich das Tier zu Tode. Ina reagiert verstört und gesteht ihrem Mann ihre Angst vor Tauben (Kap. IV). Hier beginnen die divergierenden Handlungsabläufe beider Protagonisten:
- Ina versucht in den nächsten Tagen einerseits die Räume mit Vorhängen und einigen fehlenden Möbelstücken für sich bewohnbar zu gestalten (Kap. V), vermeidet andererseits den Kontakt zu den Mitbewohnern und verlässt, zumal sie mit ihrem kunsthistorischen Magistergradabschluss noch keine Anstellung hat, kaum das Haus zu Stadterkundungen. Sie wird immer unglücklicher, erleidet Weinkrämpfe und klagt über Sinnestäuschungen (Kap. XI).
- Hans weicht solchen angespannten Situationen aus und setzt sich nach der Arbeit in eine vom Schnellimbiss »Lalibella« im Erdgeschoss aus bewirtschaftete Hinterhofkneipe (Kap. III, IV, VI. VII, X). Hier bedient der Äthiopier Tesfagiorgis abends ein international zusammengewürfeltes Publikum, u. a die mit dem Hausbesitzer Sieger verheiratete, aber zurzeit mit ihm zerstrittene, aus Syrien stammende Despina Mahmouni. Die Gäste, meist Emigranten, sprechen über ihre geschäftlichen Projekte, ihre Erlebnisse und gescheiterten Ehen und tauschen ihre nüchternen Lebensweisheiten aus.
- Da sich Ina nur einmal zu einem Begrüßungsbesuch bei der eine Etage tiefer wohnenden Schauspielerin Britta Lilien und ihrem Mann Dr. Elmar Wittekind drängen lässt (Kap. VIII), tritt Hans bei den weiteren Einladungen allein auf und hört sich zu Wein und Gin die Vorträge des im Museum arbeitenden Kunsthistorikers und neuen Duzfreundes über die Einwanderer und die Grenzen der Assimilation, die Veränderung der europäischen Kultur zu einem phönizischen Krämergeist oder seine Philosophie des Abenteuers als „poetisches Geschenk[]“[1] des Lebens an (Kap. V, VI).
- Aus der Verstimmung über Inas Distanziertheit gegenüber dem erhofften ehelichen Liebesleben und den ermunternden Blicken Brittas entsteht als Glied der Zufallskette eine kurze Affäre (Kap. XI): Hans hat den Termin für eine Abendgesellschaft bei einem Kollegen verwechselt und so muss er am Sonntag mit seiner verstimmten Frau, die ihren inneren Zorn nur mühsam beherrschen kann, wieder nach Hause fahren (Kap. X). Die ihnen im Treppenhaus begegnenden Wittekinds bieten einen Ersatztrunk an, den jedoch nur Hans annimmt (Kap. XI). Bei seiner Rückkehr in die Wohnung muss er feststellen, dass er keinen Schlüssel hat. Da seine Frau zum Einschlafen ihre Ohren mit rosa Wachstropfen, „ein Hochzeitsgeschenk ihrer Mutter“,[2] um es neben einem Ehemann auszuhalten, verstopft hat, hört sie nicht sein Klingeln. Britta bemerkt, dass er ausgesperrt ist, bietet ihm eine Schlafgelegenheit in ihrem Bett an und versichert, der ihr Bedürfnis für persönliche Spielräume tolerierende Museumsmann habe nichts gegen eine kleine sexuelle Affäre. Sie achtet jedoch darauf, dass dabei dessen Schlaf nicht gestört wird.
- Am Morgen kehrt der zum ersten Mal untreue Hans zerknittert und mit schlechtem Gewissen in seine Wohnung zu seiner wegen der angeblichen Übernachtung auf der Treppe schuldbewussten Frau zurück. Seinen, wie er beim Duschen bemerkt, fehlenden Ehering, den Britta dem Schlafenden aus einer Laune heraus von seinem Finger gezogen hat, ersetzt er durch einen anderen: den zuvor in einem Münzteller auf der Fensterbank (Kap. IX) entdeckten, der Siegers Frau gehört. Die neu beringte Hand präsentiert er am nächsten Abend der Schauspielerin, als diese durch ein spöttisch im Hinterhof gesungenes Lied provozierend auf seinen Verlust anspielt, während Wittekind, offenbar ohne ihm gegenüber eine Peinlichkeit zu empfinden, wieder zur Sie-Form zurückkehrt. Britta erkennt, dass ihr Spiel mit dem Nachbarn zu Ende ist, und wirft den Ring verärgert als Quelle erwünschter Streitigkeiten in Hans’ und Inas Briefkasten (Kap. XIV). Dazu kommt es jedoch nicht.
- Der Ringtausch verbindet sich nämlich mit der Geschichte Siegers und seiner Frau Despina Mahmouni, die der korpulente Hausbesitzer Ina bei den Besuchen seiner alten Wohnung, in der immer noch einige seiner Möbel stehen, erzählt hat (Kap. VI. XII). Sie erfährt so von der Liebe eines „Willensschlaffen“[3] zu einer willensstarken Frau mit großer Hassenskraft. Sie warf ihm beim Abschied den Ehering vor die Füße. Jetzt sucht er ihn, um ihn ihr zurückzugeben, aber er findet ihn nicht mehr im Münzteller. Ina kann sich in seine unglückliche Situation wegen ihrer eigenen Lage gut hineinversetzen. Sie fühlt sich ebenso „unendlich verlassen und zu kurz gekommen“[4] und denkt: „Hier wohnt ‚die vollständige Hoffnungslosigkeit‘“.[5] Als sie, die sowieso an ihrer Wahrnehmung zweifelt, einen Ring im Briefkasten findet, hält sie ihn ungeprüft für den von Sieger gesuchten. Ohne Hans etwas mitzuteilen, ruft sie den Hausbesitzer an, der das verloren geglaubte Stück glücklich bei ihr abholt (Kap. XIV), um es als Zeichen seiner Treue seiner Frau zu überreichen. Sie versöhnen sich wieder und Despina Mahmouni regelt im Hinterhof die Verhältnisse neu nach ihrem Prinzip: „Es gibt für jede Handlung tausend Gründe; hoffnungslos, sie zu erforschen. Und außerdem sind viel mehr Menschen, als man glaubt, verrückt. […] also kein Warum.“[6] Sie übernimmt nach Klärung des Verhältnisses zu ihrem Mann wieder die Verwaltung des Hauses und gibt Souad eine neue Aufgabe in ihrem Hotel.
- Inas Desorientierung steigert sich nach dem Besuch Siegers (Kap. XIV). Sie flüchtet aus der Wohnung, irrt durch verschiedene Stadtteile und kehrt bei Neumond verzweifelt zurück (Kap. XV). Zuhause versucht sie ihre Sachen für die Reise nach Hamburg zu packen, aber alles entgleitet ihren Händen. An Hans denkt sie in ihrem Unglück nicht und gibt ihm keine Schuld daran: „Er war im Schutz seines schlechten Gewissens wohlgeborgen vor dem Medusenanblick der Sinnlosigkeit.“[7] Als sie ihren Mann bei der Hofgesellschaft sieht und Wittekinds Bemerkung »Aber es kommt doch gar nicht darauf an, glücklich zu sein.«[8] aufschnappt, geht sie tranceartig auf Hans zu, zerschlägt eine Bierflasche auf seinem Kopf und wartet „in der verzauberten Stille“[9] auf irgendetwas, das geschehen würde (Kap. XV).

### Epilog (Kap. XVI)
Im letzten Kapitel erfährt der Leser, dass Ina mit Hans und zwei Kindern in einem Haus im Taunus nordwestlich der Großstadt wohnt.

## Literarische Einordnung
Der Mond und das Mädchen ist nach Das Bett, Westend, Eine lange Nacht und Das Blutbuchenfest der fünfte Roman der Frankfurt-Pentalogie des Schriftstellers. Im Unterschied zu den ersten drei Vorgängern mit ihren einheimischen, meist im bürgerlichen Westend oder Holzhausenviertel wohnenden Familien sind die Protagonisten Neubürger, welche mit fremdem Blick die anonyme Großstadtszenerie durchwandern, ohne die Historie der Wegstationen zu kennen, und zufällig an einem verkehrsreichen Platz im Bahnhofsviertel mit internationalem Einschlag gestrandet sind: Eine ethnisch gemischte Bevölkerung belebt die angrenzenden Straßen mit äthiopischem Schnellimbiss, pakistanischem Gemüseladen, philippinischer Wäscherei, bengalischem Zeitungskiosk, Tattoo-Studio, islamischem Reisebüro und libanesischem Restaurant. Damit spiegelt dieses Werk, ebenso wie der erste Teil von Die Türkin, den Wandel des Stadtbildes und der Bewohner. Das Schlusskapitel dagegen stellt thematisch-geographisch die Verbindung her zu den Taunusvilla-Gesellschaftsromanen Ruppershain und Was davor geschah.

### Erzählform
Ein Auktorialer Erzähler präsentiert in sechzehn Kapiteln im Wesentlichen chronologisch mit eingeblendeten Rückblicken aus wechselnder Perspektive vor allem Hans’ und Inas, aber z. B. auch Brittas, die auf ca. einen Monat zwischen Voll- und Neumond verdichtete Krisensituation der Protagonisten. D. h. der Leser verfolgt die Aktionen und die in direkter bzw. indirekter Rede wiedergegebenen Gespräche der Beteiligten im Wesentlichen aus den Blickwinkeln der beiden Hauptfiguren.
In der Form der Erlebten Rede („Das musste Ina dann doch gefallen.“
„Das musste einen Misserfolg geben“, „Der Arme hatte auf der Treppe übernachtet“) verbindet sich beispielsweise Inas Sicht mit auktorialen Bemerkungen, in die oft, in ironischer Brechung, mehrere Perspektiven eingearbeitet sind: „Eine größere Auseinandersetzung – Krach will man sie nicht nennen – aber ungewöhnlich war sie doch für die beiden – gab es, als die Leute im dritten Stock, »le ménage Wittekind«, wie Frau von Klein gesagt hätte, zu Abendessen baten. Hans freute sich über diese Geste von Herzen. […] Aber Ina freute sich nicht. […] Davon sagte sie Hans nichts.“
Weiterhin reflektiert der Erzähler, stellvertretend für seine Figuren bzw. den Leser: „Hätte Hans die Einladung zu den Wittekinds auf ein letztes Glas angenommen, wenn klar gewesen wäre, wie dieser Abend sich entwickeln würde? […] War es der quälende Tag? War es die Last, die Ina während der letzten Stunden auf ihn gehäuft hatte“. „Ob Hans je erfahren würde, mit welcher Variante seiner Spekulation er richtig lag?“ „Welche Wirkung sie mit diesem Wurf des Ringes in den Briefkasten bei Ina hervorrief, hätte sie sich in ihrer kühnsten Phantasie nicht ausmalen können.“

## Analyse personaler Beziehungen

### Hans und Ina
Auf ihrem Irrweg durch Frankfurt überdenkt Ina ihre Situation: „Hatte sie nicht mit mäßiger Disziplin, einfach aus ihrer Natur heraus, getan, was man von ihr erwarten durfte? Es war ihr jetzt, als hätte sie sich mit ihrer Heirat und dem ehelichen Leben danach schon viel zu weit von dem ihr angemessenen Lebenskreis entfernt, als bewege sie sich hier in fremden Zonen, für die sie nicht ausgerüstet sei, und als werde ihr selbst Hans hier ein Fremder.“ Sie sehnt sich, unbewusst in symbiotischem Einverständnis mit Frau von Klein, nach dem geregelten Leben „in einer Umgebung von lässigem Luxus, mit einem Tagesablauf, der von klösterlicher Präzision war.“ Eine Welt, „in der es andere als unwichtige Wichtigkeiten gar nicht gab, das erschien ihr jetzt als Inbegriff des Heimatgefühls.“ „Hans und Ina hatten [dagegen] die vertrauten Sphären verlassen, und es fiel Hans offenbar gar nicht schwer, sich anderswo einzufinden.“ Das ist eine „verstörende Entdeckung, die dazu aufforderte, ihn, den sie zu kennen meinte, vollkommen neu zu deuten. […] und jetzt sah sie, dass die Wohnung sich zu wehren begann und sie abschuppte wie eine abgestorbene Substanz.“ „‚[W]ie in einer Traumsequenz‘ [sieht] [s]ie [sich] versinkend in einem pechschwarzen Moor, er [Hans] weit von ihr der roten Sonne entgegengehend, singend und pfeifend und taub für ihre Schreie.“ Sie bezieht ihre Problematik in ihren Analysen auf sich selbst, gibt ihrem Mann keine Schuld daran: „Er hatte nichts damit zu tun […] aber helfen konnte er eben auch nicht.“ „Sie trauerte nicht mehr um den Verlust idealer Zustände. Sie war als ganze Person zu einem in alle ihre Gefäße ausgegossenen explosiven Gefühl geworden.“
In Ina steigert sich nach dem zweiten Gespräch mit Sieger ihre Ratlosigkeit und ihre Orientierungslosigkeit in den Räumen: „[N]un begannen die Sachen, ihr Eigenleben zu führen und sich dort aufzuhalten, wo sie sein wollten in ihrem blinden Sinn, dem der Aufstand gegen die Ordnung tief eingewurzelt war. […] Sie empfand unversehens die Häßlickeit dieser beginnenden Verwahrlosung wie die Äußerung einer fremden, feindlich gesinnten Macht, die ihre Kraft erst zeigte, nachdem die eigene verbraucht war.“ Sie verlässt das Haus und irrt durch die Stadt (Kap. XIV), kommt in alte, halbwegs erhaltene Wohnviertel mit den im Hochsommer welkenden Kastanienalleen. Hier überlegt sie: „Wäre das Leben ein anderes, wenn sie in dieser Straße gewohnt hätten?“ Wie Hans zuvor bei seiner ersten Besichtigung (Kap. I) geht sie durch das Eisentor zu einem Hinterhof mit Sandkasten unter einem großen Baum. An derselben Stelle hat sich wenige Wochen vorher zur Zeit des Vollmondes, während Ina von ihrer erfolglosen Wanderung bei Neumond zurückkehrt, „der jungen Mann“ gefragt „Wie wäre es, hier zu wohnen?“ und das Bild einer bürgerlichen Familienidylle entworfen. Hier wäre ein alternativer Start möglich gewesen, doch diese Chance wurde vertan: Die Mondsymbolik signalisiert eine fallende Handlung.

### Korrelation der inneren und äußeren Welt
Die Befindlichkeiten der Protagonisten und ihre Veränderungen in dieser Lebensphase spiegeln sich sowohl in ihren Reaktionen auf die Umwelt, u. a. symbolisiert in Inas Gang durch die fremde Stadt, als auch in ihren Träumen und Projektionen bzw. anderen Grenzerfahrungen. Beispielsweise fasst die Protagonistin die tote Taube als schlechtes Omen auf und träumt nach dem zweiten Gespräch mit Sieger von einer Stimme, die sagt: „Dies ist das Haus des Teufels.“ In ihrer Unmündigkeit hat sie vertrauensvoll ihrem Mann die Gemeinschaftsaufgabe der Wohnungssuche überlassen und diesen damit überfordert, zugleich aber auch einen besseren Einblick in sein Wesen gewonnen.
Hans’ mangelnde Sensibilität zeigt sich an seiner Entscheidung für den vielleicht schlechtestmöglichen Standort: „Die Stadt bröselte hier regelrecht auseinander. Es war, als habe sich in der Mitte der freien Fläche, die von der Autobahn eingenommen wurde, eine geologische Verwerfung ereignet, die die Häuserzeilen links und rechts der Fahrbahn gleichsam wegkippen ließ.“ Es ist ein Beispiel für den Tod der alten Stadt durch die Bombardierung: „Verödung von Lebensadern, einen Papierkartongeruch […] den vollständigen Verlust von Hall und Timbre […] Die Stadt war ausgeräumt, wie es im Deutsch der Gynäkologen bei gewissen radikalen Operationen heißt […] Auf dem Baseler Platz trat dies Ausgesogen- und Ausgeräumtsein sogar in besonderem Maße ans Licht.“
An diesem Beispiel wird deutlich, wie sich nach dem Zweiten Weltkrieg die „hochgradig integrierte alte Stadt […] funktional entmischt [hat]“, so dass sie dem Menschen keine „Heimat“ mehr sein kann, weil „die konstante Objektbeziehung, die dauerhafte Beziehung zu Menschen und Dingen“ verlorengeht, welche die Bildung einer „Identität“ stützt. „[D]as heißt, mein Gefühl, mir selbst gegenüber kein Fremder, sondern ein Mit-mir-bekannt-Gewordener zu sein“ ist bei der Persönlichkeitsfindung und dem Aufbau einer Partnerschaft von großer Relevanz. In der „Unwirtlichkeit“ des Frankfurter Bahnhofsviertels muss Inas Versuch einer Verpflanzung und Neuorientierung und somit ihre Beziehung zu Hans scheitern.

### Die Magie des Ortes
In den gemeinsamen Sommernächten mit der internationalen, exotischen Gesellschaft im Hinterhof des Mietshauses gerät Hans zunehmend in einen dämonischen Zauber, der ihn von Ina wegträgt: „Aber die Mondnacht sprach deutlicher zu ihm, seitdem er etwas Alkohol im Blut hatte und aus dem Licht der Bogenlampe in den Schatten gerückt war.“ „Es war im Mondlicht, wie wenn man bei einer Kerze sitze, die den Gegenständen einige Lichter aufsetzte und sie im übrigen ins Dunkel übergehen ließ. Man ahnte die Massen und Körper nur noch, die sich in eigensinniges Schwarz zurückzogen. Das machte die Räume kleiner und größer zugleich. Schließlich war ihm zumute, als habe er einen Raum im eigenen Körper betreten, der groß war, dessen Grenzen sich nicht abschätzen ließen, und der dennoch etwas von einer Höhle hatte. In dieser dunklen Höhle war es zu den Gesprächen des späten Abends gekommen.“ „Aber jetzt hatten der kalte Mond und die noch kälteren Bogenlampen das Haus und den Hof unversehens angeglüht. […] Das Haus schlug gleichsam die Augen auf, und das ist bei einem Totgeglaubten ein erschreckender Anblick.“

### Was ist der Mensch? Selbstbestimmung oder Determination
Wie die Protagonistin an der, im Vergleich zu dem großen Liebenden Sieger, mangelnden Zuwendung ihres Mannes leidet, so entwickelt Hans als Reaktion auf den emotionalen Rückzug Inas zunehmend Interesse an den angeblich zahlreichen sexuellen Aktivitäten Souads und ist empfänglich für eine Affäre mit Britta. Seine Verunsicherung an der von ihrer Mutter dominierten Frau wird träumerisch in der philosophischen Frage über das Wesen des Menschen aufgegriffen: So hört er im Schlaf im Hinterhof Wittekind darüber diskutieren, ob „der Mensch […] nichts als er selbst [ist]“, „einer luftdicht verschlossenen Flasche vergleichbar, bis zum Rand mit seiner Eigensubstanz ausgefüllt, alles nur aus sich selbst entwickelnd, jedes Gefühl, jede Emotion, Liebe, Haß und Furcht“ und Frau Mahmouni antwortet: Er ist nur „ein Sammelbecken, für alles, was in ihn [von außen] hineinfließt“, eine „leere Flasche.“
Diese Thematik taucht wieder in einem nächtlichen Erlebnis des Protagonisten auf: Der die Beziehungskrise von Hans ahnende und sich als Frauenkenner rühmende Souad nimmt ihn mit zu einem nächtlichen Derdeba-Ritual, einem Besessenheitskult der marokkanischen Gnawa. Durch eine Heilungszeremonie sollen bei den ekstatisch zur Musik bis zum Zusammenbruch tanzenden Patienten die Geister hervorgerufen und besänftigt werden. Nach Souads Erklärung „Man wird das Böse, das in einem steckt, nie wieder los – man muß sich mit ihm arrangieren, sich an es gewöhnen, einen Kompromiß damit schließen.“ fragt sich Hans, ob ein solcher Tanz auch auf Inas Situation zutrifft (Kap. XIII).

### Irma – Ina – Ida
Hans hat den geistigen Einfluss der Schwiegermutter Irma, die ihn, wie schon sein „einfältiger“ Vorname signalisiere, als zu »plain« empfindet, bereits vor der Eheschließung befürchtet und einzuschränken versucht: „Er hatte zwar gesehen, dass die Sarkasmen seiner Schwiegermutter an Ina abperlten, ohne richtig wahrgenommen worden zu sein […] aber es war ihm die Vorstellung beständigen Einträufelns von Bosheit in die winzigen Ohrmuscheln seiner Frau doch eine tiefe Beunruhigung. Wie es sich eben mit Salzsäure verhält: Irgendwann ist die dickste Schutzschicht weggeätzt.“ In seiner kritischen Sicht argwöhnt er, der Grund für die Namensgebung seiner Frau sei die „praktische[] Gleichheit des Monogramms von Mutter und Tochter“: „Das Monogramm ihrer Silbersachen […] sollte auch für die Tochter passen, damit später nichts graviert werden mußte.“ Auch schlummert die Gattin neben ihm unter einem „Leintuch […], ein[em] Geschenk aus den alten Aussteuerbeständen der Mutter, und tatsächlich war ein großes I unter kleinem fünfzackigen Adelskrönchen hineingestickt.“ Dieser Symbolik entsprechend reagiert Ina bei der ersten heftigen ehelichen Auseinandersetzung mit dem bisher in der Schwiegermutterfrage so geduldigen und diplomatischen Hans tief verletzt: „Niemals würde sie zulassen, dass Hans einen Machtkampf um Frau von Klein erzwang. In der Stimmung, in die sie geraten war, hatte niemand das Recht, zum Wanken zu bringen, was ihrem Leben Sicherheit gab.“
Die Veränderung der Beziehung verläuft nach Ende der Haupthandlung offenbar in eine für Hans nicht wünschenswerte Richtung, wie das letzte Kapitel, ein Auszug aus dem letztjährigen Rundbrief Frau von Kleins, andeutet. Der Erzähler gibt dazu eine Interpretationshilfe: „Wer aus ihren Briefen etwas Handfestes erfahren wollte, musste freilich die Kunst beherrschen, zwischen den Zeilen zu lesen. […] So erlauben die wenigen Worte […] zumindest eine Ahnung, wie es Ina und Hans nach den hier geschilderten Ereignissen weiter ergangen sein mag.“ Dem mütterlichen Erfolgsbericht ist zu entnehmen, dass die Hauptfiguren, nachdem sie „das Stadtleben in vollen Zügen genossen“ haben, mit ihren zwei Kindern in einem von Inas väterlichem Vermögen gekauften Haus, alles auf ebener Erde und mit großem Schieferdach ganz nach den Vorstellungen Frau von Kleins, in den Taunusbergen wohnen. Das lässt vermuten, dass Ina die Zügel ergriffen, sich von der „scheußliche[n] Stadt“ im Sinne ihrer Mutter, die sie regelmäßig in Hamburg besucht („[D]a haben wir einen Rhythmus gefunden.“), abgewandt und ihr Leben nach deren Vorstellungen eingerichtet hat. Dass ihre Tochter Ida die Irma-Linie fortsetzt, könnte auf die Neurose einer „gebrochene[n] Artikulierung des Selbst im Wiederholungszwang“ bzw. auf die „Entwicklung der »Als-ob-Persönlichkeit« oder dessen, was D. Winnicott als »falsches Selbst« beschrieben hat“, hinweisen: „Der Mensch entwickelt eine Haltung, in der er nicht nur das zeigt, was von ihm gewünscht wird, sondern so mit dem Gezeigten verschmilzt, daß man […] kaum ahnen würde, wieviel Anderes hinter dem »maskierten Selbstverständnis« (vgl. Habermas, 1970) noch in ihm ist.“
Auch Hans ist inzwischen in dieses System integriert und übernimmt eine angepasste Position: Er hat seine Geselligkeiten eingeschränkt und ist häuslich geworden: „Hans [lese] viel“ und habe somit, was immer wichtig sei, eine Beschäftigung. Vermutlich ist das seine kleine Rache an der Schwiegermutter, die Gespräche mit belesenen, intellektuellen Männern meidet.

## Rezeption
Während die Literaturkritik die vor der Verleihung des Büchner-Preises veröffentlichten umfangreichen Romane zuerst kaum wahrnahm, profitierte Der Mond und das Mädchen vom durch die Auszeichnung geweckten Öffentlichkeitsinteresse und wurde sogleich in den renommierten Medien besprochen. Wie in Rezensionen zu den früheren Werken des Autors schwankt die Bewertung des Stils zwischen „antiquiert[] und ziseliert[]“ und in seiner „organisatorische[n] Funktion“ als „Kontrastfolie zur Unordnung der Verhältnisse“ bewusst eingesetzt. Auch über die Position des Autors seinen Figuren gegenüber sind sich die Kritiker nicht einig: „Oberschichtbehaglichkeit“ und „intellektuelle Gemütlichkeit“ des Erzählers einerseits und „Hommage ans Unbürgerliche“ bzw. „[u]nter der Fassade des Bürgerlichen“ andererseits. Ähnlich differierende Beurteilungen findet man auch bei den späteren Publikationen im in diesen Aspekten gespaltenen Feuilleton.
Mosebach wendet sich in einem Zeitungsinterview aus dem Jahr 2007, in dem auch die frühe Rezeptionsgeschichte dargestellt wird, gegen die Ortsbestimmung einer Rückwärtsgewandtheit. Sie beruhe auf „Missverständnissen“, reaktionär sei er nicht politisch, sondern, im Sinne des kolumbianischen Philosophen und Aphoristikers Nicolás Gómez Dávila, in einem „Glauben an die Erbsünde, die Imperfektibilität des Menschen, die Unmöglichkeit, das Paradies auf Erden zu schaffen“, im übrigen könnten sich „[r]eaktionäre und revolutionäre Standpunkte […] wie etwa bei Büchner berühren“.
Mit steigendem Bekanntheitsgrad wurden die vergriffenen frühen Romane wieder aufgelegt und die Rezensionen würdigen zunehmend das „Frankfurt-Epos“, und auch Der Mond und das Mädchen als bisher letzten Teil davon, als Hauptwerk, erkennen die sprachliche Virtuosität des Autors an und loben Mosebach als den zurzeit vielleicht bedeutendsten Vertreter des Gesellschaftsromans, der Themen wie Tradition und Fortschritt oder die Suche der Menschen nach kultureller Orientierung im Kontext unserer Zeit aufgreife und im Spektrum der deutschen Literatur unangepasst seine Position vertrete.

## Ausgaben
- Mosebach, Martin: Der Mond und das Mädchen. Hanser, München 2007, ISBN 978-3-446-20916-9.
- Martin Mosebach: Der Mond und das Mädchen. Hörbuch. Hörbuch Hamburg, Hamburg 2007, 5 CDs, 359 min. (ungekürzte Lesung), gelesen von Frank Arnold, ISBN 978-3-89903-476-9.